# Кутно
Ку́тно (пол. Kutno) — місто у центральній Польщі, адміністративний центр Кутнівського повіту Лодзинського воєводства.

## Географія
Місто розташоване у північній частині Лодзького воєводства, за 20 км від географічного центру Польщі.

### Клімат
Клімат континентальний.
Середня температура січня −3.3 °C, липня +18.4 °C. У середньому випадає 550 мм опадів на рік. Більшість опадів випадає у тепле півріччя, найменше — в зимові місяці та в березні.

### Місцевості міста

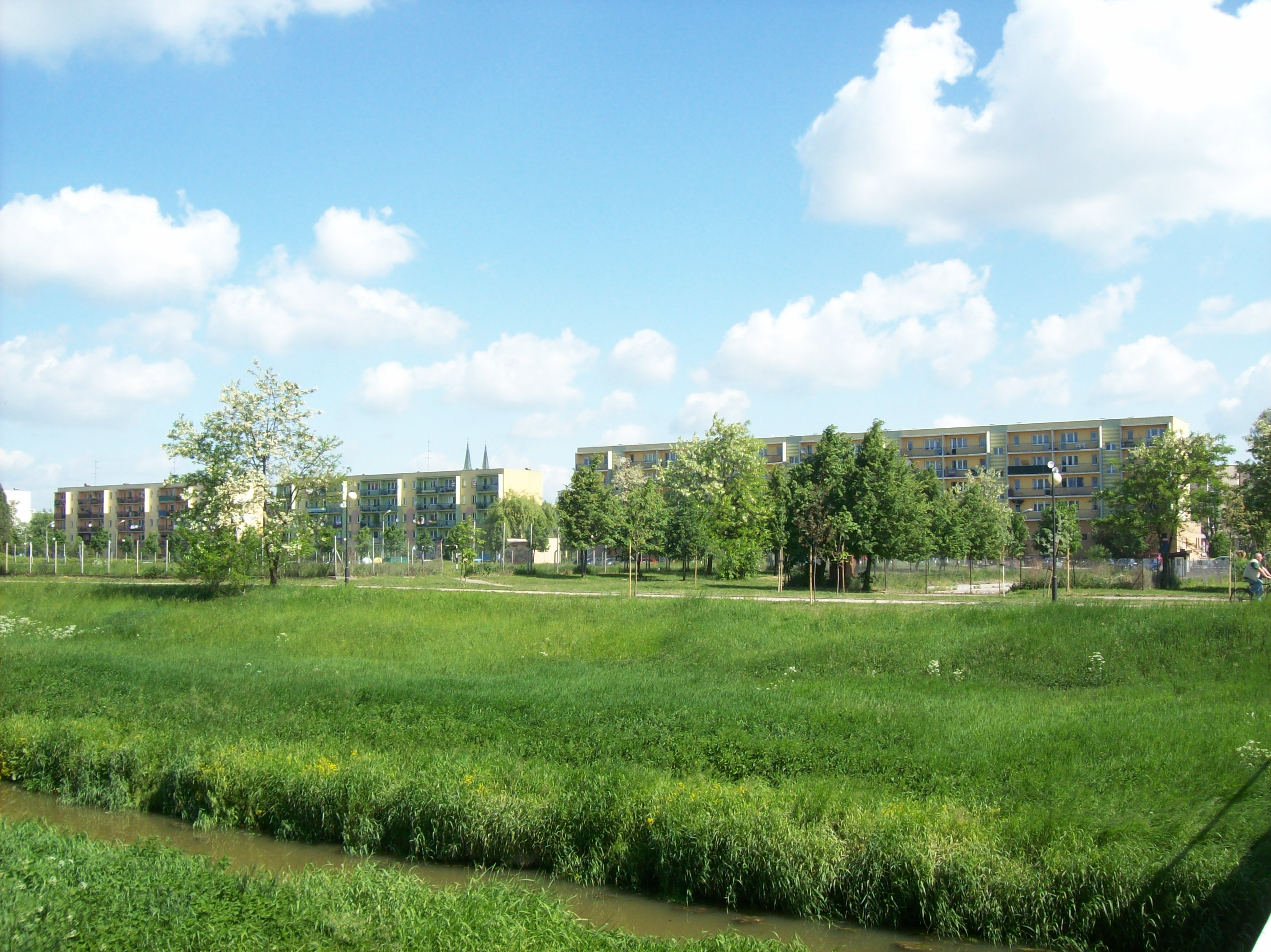
Один із житлових районів міста — вид з-над річки Охні

Кутно не поділене на менші управлінські одиниці. Склалося так, що деякі частини міста прийнято називати «osiedle» (наприклад, Лукошин — колишнє містечко, яке зараз стало частиною Кутна). В українській мові немає відповідника цьому слову. Можна порівняти з українським фразеологізмом «іду в місто», де під «містом» мається на увазі центральний масив міста.
У реєстрі топоніміки зареєстровано такі місцевості в Кутні: Антонів, Азори, Білявки, Дибів, Костюшків, Малі Котлиська, Лукошин (старий і новий), Пусники, Скленчки, Стара Весь (Старе село), Стодулки, Валентинів, Вікторин, Жвіровня.
Стихійно від об'єктів і назв вулиці додатково утворились сучасні назви районів: Піски, Рейтана, Тарновського, Олімпійська, «Венеція», Майдани, Грюнвальд, Баторего, Ратаї (між кільцем Солідарності, Тарговицею і Будинком культури), «Белфаст» (між віадуктом і Азорами).

## Історія
Кутно є дуже древнім поселенням. З великою ймовірністю воно могло існувати уже в середині дванадцятого століття.
Зберігся документ від 1161 року про податок, який накладав Ленчицька препозитура на кутнян.
У 1753 і 1774 роках у місті були нищівні пожежі.
У 1775-му Анджей Замойський продав місто ленчицькому воєводі Станіславу Гадомському.
У 1833 році розпочалися вистави в театрі.
Сучасний етап розвитку міста розпочався з відкриттям залізниці Варшава-Бидгощ у 1862-му році: місто почало розростатися.
Про заснування міста існує безліч народних переказів та легенд.

## Освіта

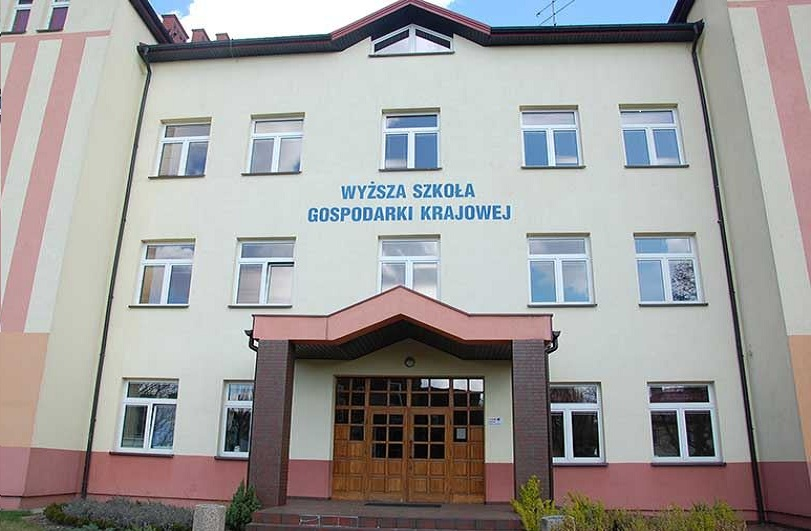
Університет народного господарства

- Кутненський університет народного господарства, вулиця Лелевела, 7
  - «Школа тшечєго вєку» (спеціалізований університет для активних пенсіонерів)
  - на базі Кутненського університету діють філії Лодзького та інших університетів
- музичне училище ім. Курпінського
- близько десятка середніх загальоноосвітніх шкіл, а також гімназій (як номерних, так і спеціалізованих). Більшість іменні. Так, є школи імені Сенкевича, Міцкевича, Костюшки, Марії Склодовської-Курі
- католицькі школи
- розвинена мережа дошкільної освіти.

## Демографія
Демографічна структура станом на 31 березня 2011 року:
|          | Загалом | Допрацездатний вік | Працездатний вік | Постпрацездатний вік |
| -------- | ------- | ------------------ | ---------------- | -------------------- |
| Чоловіки | 21780   | 3706               | 15611            | 2463                 |
| Жінки    | 24649   | 3447               | 14856            | 6346                 |
| Разом    | 46429   | 7153               | 30467            | 8809                 |

## Транспорт
Налагоджено систему міських, приміських та дальніх перевезень.

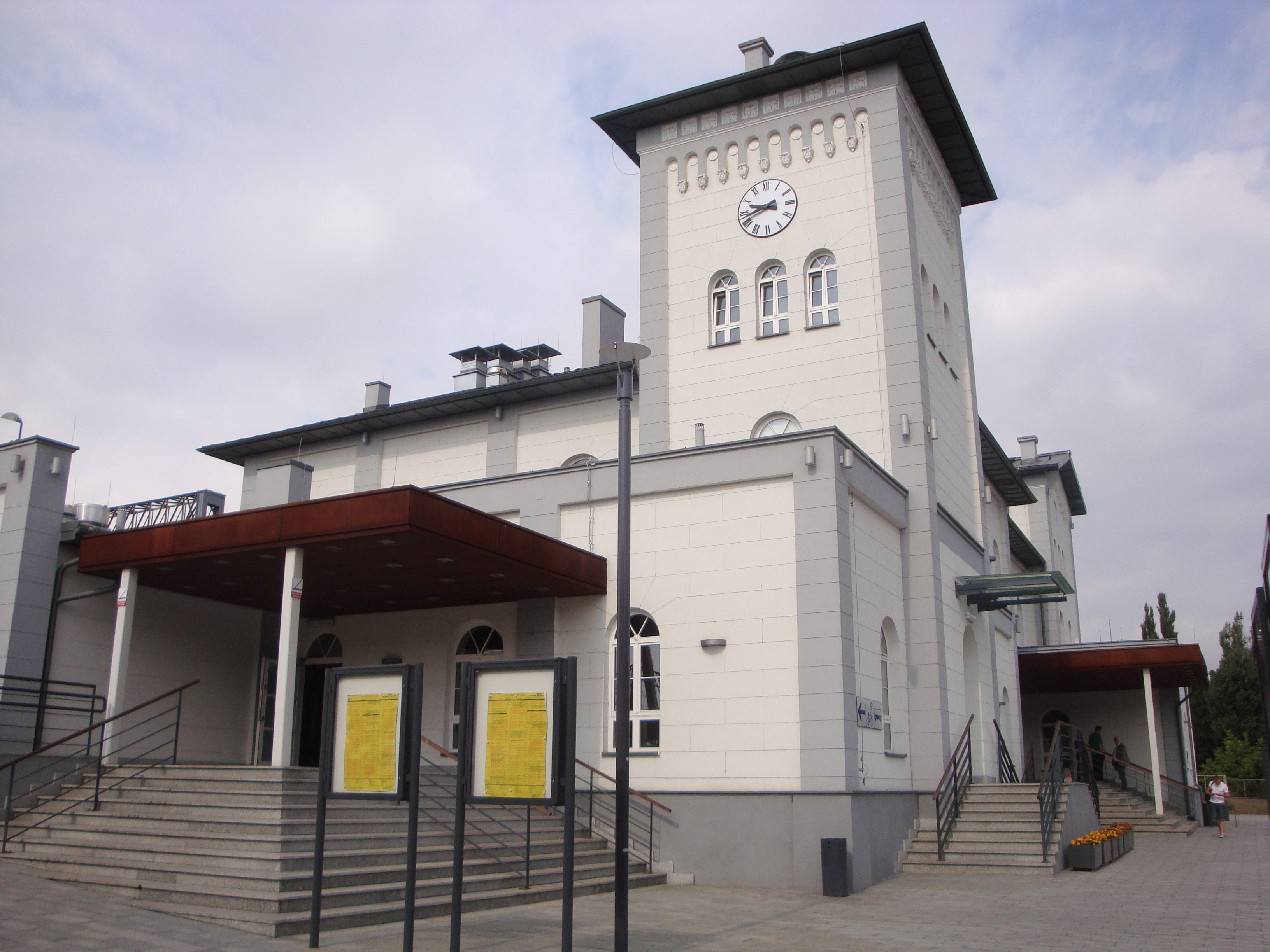
Залізничний вокзал

Із Кутна можна потрапити без пересадок у такі міста як Варшава, Познань, Краків, Берлін, Ряшів, Лодзь, Бидгощ, Гдиня, Сопот, Щецин залізничним та автотранспортом.
Станція Кутно є вузловою, звідси розходяться чотири напрямки. Перший потяг було прийнято ще в середині 19-го століття.
Подорожуючим з України можуть бути цікаві прямі поїзди та автобуси до Перемишля і Любліна, або проїзд з пересадкою (див. сайт e-podroznik.pl).
Найближчі аеропорти — Лодзь, Варшава-Модлін, Варшава-Окенче (ім. Шопена), Катовіце-Пиржовіце.

## Туризм

### Туристичні об'єкти і пам'ятки

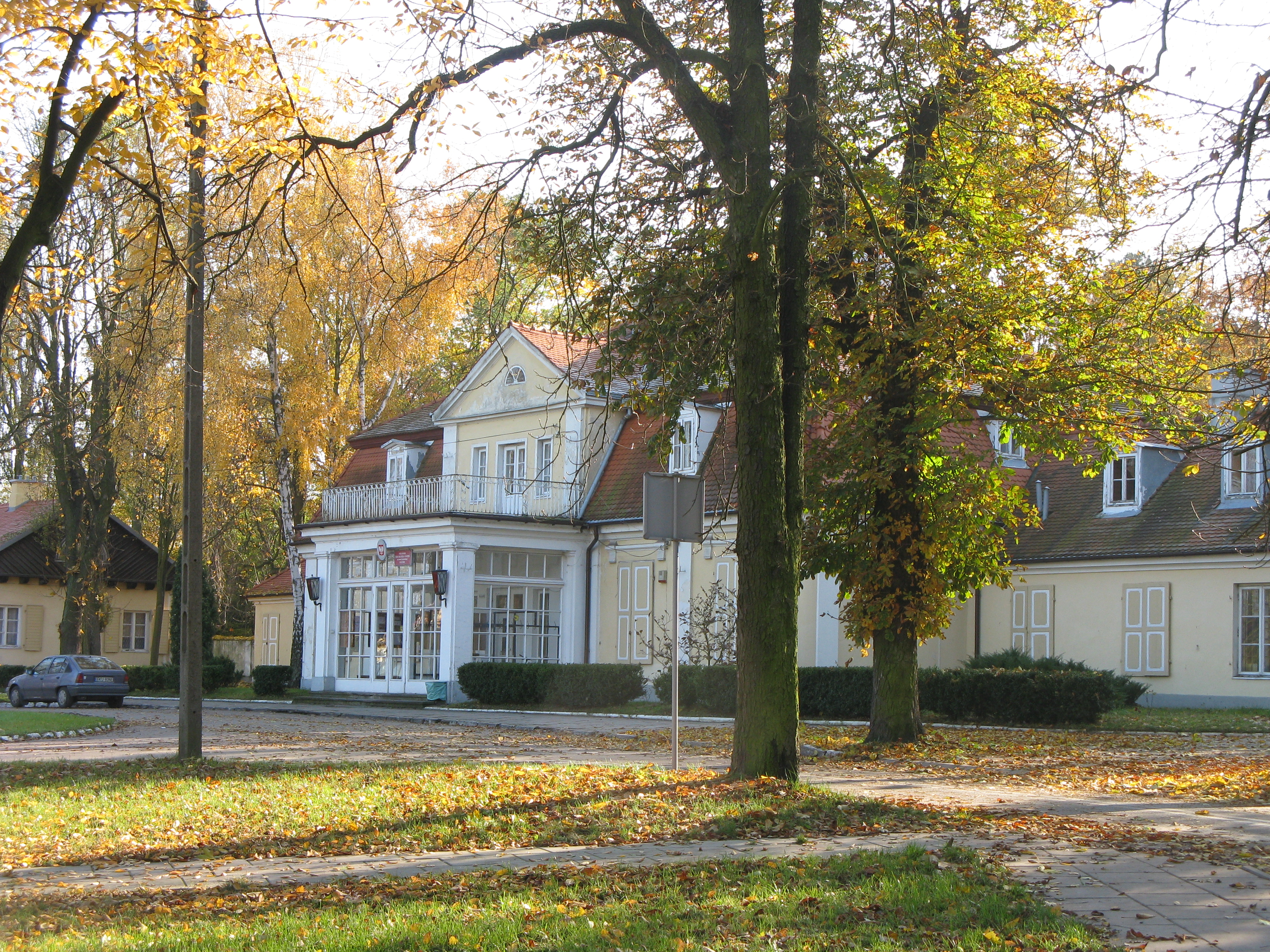
Палаци Геральти, тепер державна музична школа I—II ступенів ім. К.Курпінського

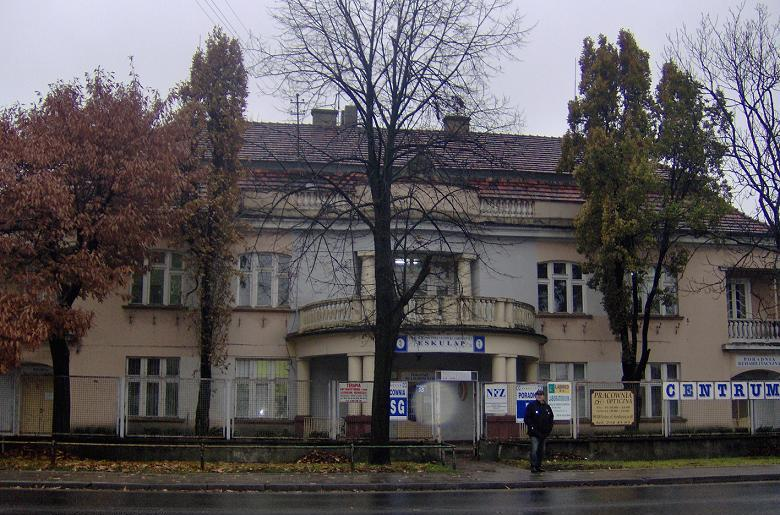
Вілла Ісаака Хольцмана в Кутні

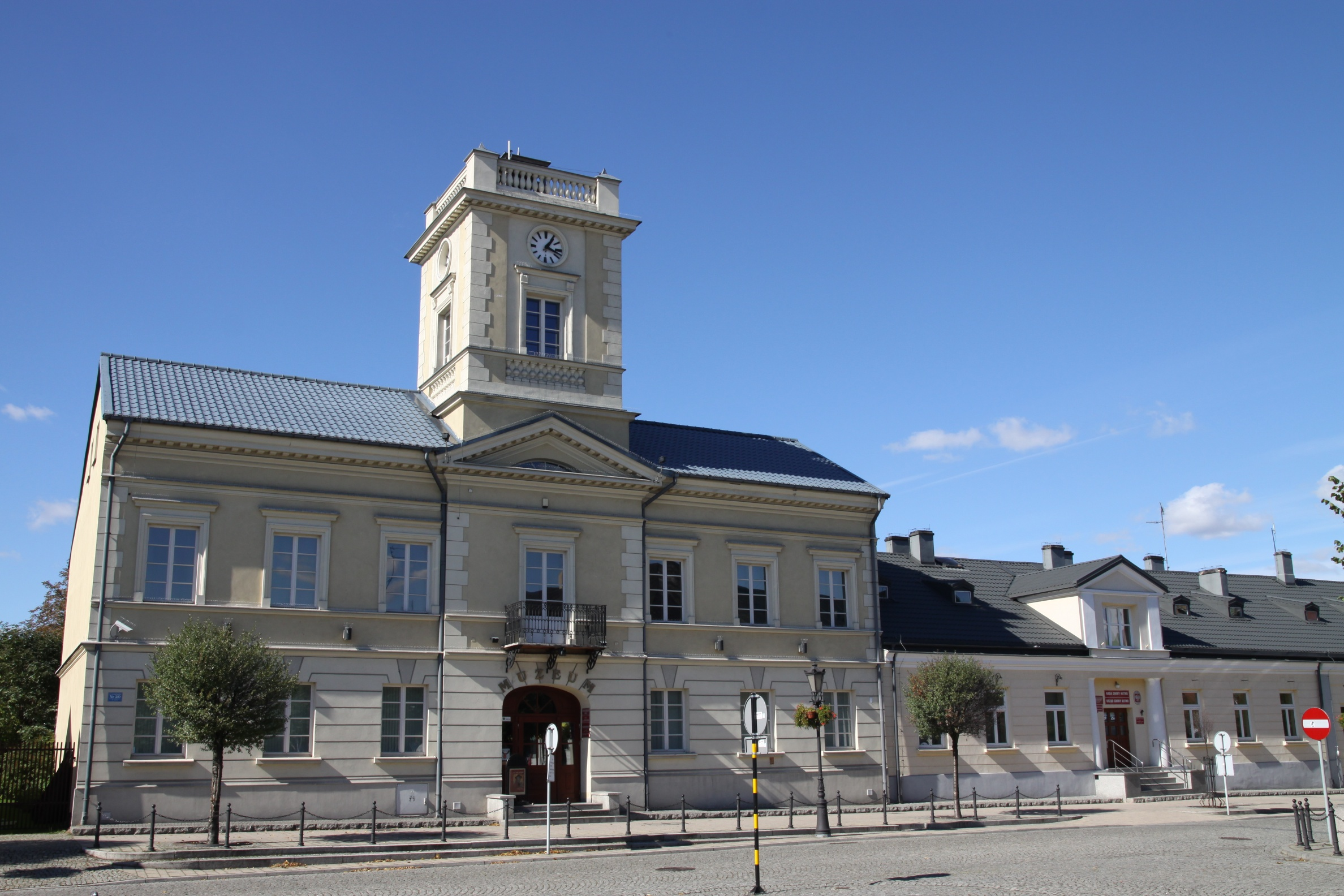
Ратуша, тепер краєзнавчий музей

- Старе Місто — охоплює два ринки, сполучені між собою вулицею Королівською, котра разом з відремонтованою площею Пілсудського стала визначною пам'яткою міста, місцем, де кутняни охоче проводять свій вільний час, прогулюючись Старим містом, тут дуже легко знайти сліди середньовічного міста: стара ринкова площа (площа Свободи), костел і Здунський Ринок (вул. Здуньска і Театральна). Деякі кам'яні будинки на вул. Королівській були споруджені в вісімнадцятому столітті. Нинішній Новий ринок і вул. Королівська засновані в першій половині дев'ятнадцятого століття. Деякі будинки зберегли ліпні прикраси і оригінальні форми, створюючи рідкісний і цінний архітектурний ансамбль з періоду Королівства Польського.
- Ратуша в Кутні — Сьогодні в будівлі розміщується Регіональний музей.
- Музей Битви над Бзурою — В парку ім. Весни Народів знаходиться усипальна каплиця Мнєвських — колишніх власників Кутна. Вона була побудована в дев'ятнадцятому столітті. В даний час всередині діє Музей битви над Бзурою.
- Поштовий палац — Палац поштовий, також званий саксонським палацом, був палацом короля Августа III по дорозі з Варшави у Дрезно. Будівля є однією з найстарших у місті, як це було встановлено ще у вісімнадцятому столітті. 11 грудня 1812, під час втечі з Росії, у палаці саксонському зупинився імператор Наполеон Бонапарт. Сьогодні палац поступово відновлюють після пожежі, яка пошкодила будівлю в січні 2003.

## Кутно в культурі

### Засоби масової інформації
- Gazeta Lokalna Kutna i Regionu (місцева газета Кутна і регіону)
- місцевий журнал КСІ
- офіційний сайт міста
- офіційний сайт міської управи

### Згадки в мистецтві
- про Кутно пише Мечислав Фіялковський в мемуарних книгах «Неймовірний світ» i «Усмішки минулих років»
- Кутно є головним місцем дії у поетично-прозаїчній книзі Артура Фриза «місто на битвою. 24 муніципальних сонети»
- про вокзал станції Кутно співає гурт «Польска»
- пісня «O Кутно» (слова: Ярема Пшибора)
- Куба Сенкевич співає про Кутно в пісні «Marymoncki dzwon»
- Войцех Млинарський співає у пісні «Неділя на головному»
- Анджей Росевич має в репертуарі пісню «Весільна подорож до Кутна»
- гурту Піджама Порно в пісні: «Дурна 6, Мудра 11»
- в пісні «Давайте пити так» гурту Play & Mix,
- EBS (Есенція Багатих Слів) — співає пісню, яка називається «Кутно»
- У Кутні пройшла частина фільму «Вбити священика» (режисер Агнешка Холланд)
- У військовому серіалі «Ставка понад життя» в розділі 6 «Залізний хрест», Агент J-23 (Станіслав Микульський) при розмові з годинникарем, згадує ім'я генерала Вєнігера. Годинникар (у виконанні Броніслава Павлика) відповідає, що нібито генерал наказав розстріляти польських військовополонених під Кутном.
- У комедійному серіалі «Зрадниці» в розділі 8 «Фартовний день»
- У фільмі «Контрольовані бесіди» Ришард Оходський, якого грає Станіслав Тим, дзвонить знайомому полковнику Зигмунту Малібдену в готель в Сувалки і помилково дозвонюється в Кутно.